# Barbara Aigner
Barbara Aigner (* 29. April 2005 in Neunkirchen, Niederösterreich) ist eine österreichische sehbehinderte ehemalige Para-Alpin-Skifahrerin.

## Leben
Barbara Aigner stammt aus Gloggnitz in Niederösterreich. Ihr Zwillingsbruder Johannes und sie wurden wie die ältere Schwester Veronika (* 2003) mit dem Grauen Star geboren. Die beiden älteren Schwestern Elisabeth und Irmgard haben keine Sehbehinderung und waren bereits als Begleitläufer (Guides) aktiv.

## Karriere
Barbara Aigner gab ihr Debüt bei den Alpinen Para-Skiweltmeisterschaften 2021, die 2022 in Lillehammer stattfanden, wo sie die Goldmedaille im Riesenslalom gewann. Sie nahm auch an den Winter-Paralympics 2022 in Peking teil und gewann eine Silbermedaille im Slalom und eine Bronzemedaille im Riesenslalom. Ihre Begleitläuferin war ihre Schwester Elisabeth. Bei den Weltmeisterschaften 2023 im spanischen Espot gewann sie mit Begleitläuferin Klara Sykora Silber im Slalom und Bronze im Riesenslalom.
Im Jänner 2025 gab sie ihr Karriereende bekannt.